# The Judas Kiss
The Judas Kiss ist ein Lied und eine Single der US-amerikanischen Metalband Metallica aus dem Studioalbum Death Magnetic.

## Entstehung und Veröffentlichung
Das Lied wurde von den Metallica-Mitgliedern Kirk Hammett, James Hetfield, Robert Trujillo und Lars Ulrich geschrieben. Produziert wurde es von Rick Rubin. Der Song ist 8:02 Minuten lang. Die Erstveröffentlichung von The Judas Kiss erfolgte als Single am 8. September 2008. Am 12. September 2008 erschien es als Teil von Metallicas neunten Studioalbum Death Magnetic, dessen vierte Singleauskopplung es ist.

## Inhalt
Das Lied beginnt mit einem teils doppelstimmigen Gitarrenriff und etlichen Breaks, bevor die Strophe einsetzt und es zu einem härteren Thrash-Metal-Song mit einer melodischen Bridge und Refrain wird. Es handelt von einer Person, die von ihren eigenen Ängsten und Unsicherheiten heimgesucht und getäuscht wird.

## Liveauftritte
Erstmals spielte die Band den Song live in Nottingham, England, am 25. Februar 2009 beim europäischen Eröffnungskonzert ihrer World Magnetic Tour. Bislang wurde er 30 Mal live gespielt.

## Charts und Chartplatzierungen
The Judas Kiss erreichte am 14. September 2008 Rang 79 der britischen Charts. Darüber hinaus erreichte es Rang 13 in Norwegen sowie Rang 20 in Finnland.
| ChartsChartplatzierungen     | Höchstplatzierung | Wochen |
| ---------------------------- | ----------------- | ------ |
| Vereinigtes Königreich (OCC) | 79 (1 Wo.)        | 1      |